# Bakić
 Ovo je glavno značenje pojma Bakić. Za plemićku obitelj pogledajte Bakić (plemstvo).
Bakić  su selo sjeverozapadno od Slatine uz cestu prema Novakima te se razvio u veće prigradsko naselje s nekoliko ulica. Ime mu potječe od staroslavenskog imena Bak ili Bik, što govori da je osnivač tog sela bio jak kao bik. Najvjerojatnije nastaje za vrijeme turske okupacije kada u njemu žive samo Vlasi, koji ga napuštaju oko 1684. godine bojeći se hrvatske osvete. Tek početkom 18. stoljeća u Bakić se vraća nekoliko vlaških obitelji te 1736. godine ima 10 naseljenih kuća. Virovitičko vlastelinstvo 1763. godine naseljava 20 hrvatskih obitelji iz Gorskog kotara, te od tada broj neprekidno raste. 
Značajna obilježja Bakića su zvonik, Društveni dom, stadion NK Mladosti, uređen centralni park te škola koja djeluje od 1876. godine. U Bakiću djeluje nekoliko udruga, i to: DVD, Nogometni klub Mladost, te ŠRU Šaran.

## Stanovništvo
| broj stanovnika | 501   | 698   | 681   | 896   | 1015  | 1107  | 1131  | 1187  | 1123  | 1095  | 971   | 846   | 672   | 641   | 604   | 537   | 428   |
|                 | 1857. | 1869. | 1880. | 1890. | 1900. | 1910. | 1921. | 1931. | 1948. | 1953. | 1961. | 1971. | 1981. | 1991. | 2001. | 2011. | 2021. |